# Eupatoriinae
Eupatoriinae es una subtribu de plantas con flores perteneciente a la subfamilia Asteroideae dentro de la familia de las asteráceas. Tiene los siguientes géneros.

## Taxonomía
Las especies de esta subtribu tiene un ciclo biológico anual o perenne. El habitus es herbáceo o sub- arbustivo. Las hojas a lo largo del vástago están dispuestas principalmente en sentido opuesto o en espiral, en la parte superior puede estar dispuesta en una forma alterna. Las inflorescencias son terminales tipo corimboso o piramidal. Están compuestas por varias cabezas sésiles o con cortos pedicelos. Las cabezas de las flores están formadas por una carcasa formada por diferentes escalas dispuestas sub- imbricadas dentro de la cual un receptáculo actúa como una base de las flores tubulares. El receptáculo es ligeramente convexo y es lampiño. Las frutas son aquenios con vilano. Los aquenios tienen 5 esquinas, el cuerpo sin vello. El carpóforo (obsoleto) tiene una forma ampliada. El mechón está formado por muchas cerdas capilares.

## Distribución y hábitat
Las especies de esta subtribu se distribuyen principalmente en las zonas templadas del Hemisferio norte (y en parte en las correspondientes áreas del hemisferio sur ) con concentraciones en América del Norte. El más grande de sus géneros Eupatorium tiene una distribución casi cosmopolita.

## Géneros
Este es uno de los grupos mejor estudiado de la tribu Eupatorieae . En el pasado, la mayoría de las especies de otros géneros de la subtribu (pero también de otros grupos taxonómicos como Ageratina, Chromolaena, Critonia, Conoclinium, Fleischmannia, Koanophyllon, Tamaulipa) se incluyeron en Eupatorium. Siguiendo el trabajo de R.M. King & H. Robinson, ahora el grupo está formado por 4 géneros y 76 especies.

| Géneros                                    | N. especies | Distribución                          |
| ------------------------------------------ | ----------- | ------------------------------------- |
| Austroeupatorium R.M. King & H. Rob., 1970 | 13 spp.     | Sud América                           |
| Eupatorium L., 1753                        | 45 spp.     | Eurasia e Norteamérica                |
| Hatschbachiella R.M. King & H. Rob., 1972  | 2 spp.      | Argentina, Brasil, Paraguay y Uruguay |
| Stomatanthes R.M. King & H. Rob., 1970     | 16 spp.     | África, Brasil, Paraguay y Uruguay    |